# Sfumato
Sfumato (af lat. fumus 'røg, tåge') er en avanceret maleteknik som blev brugt i renæssancen. Teknikken kræver stor nøjagtighed og er en bestræbelse på at udviske konturer og skabe mere liv i billedet. Et kendt sfumato-billede er Leonardo da Vincis maleri Mona Lisa. Sfumato-teknikken bliver også brugt i dag, men er krævende og derfor ikke meget udbredt.